# Theater of Salvation
Theater of Salvation è il quarto album della power metal band Edguy.

## Tracce
1. The Healing Vision – 1:11
2. Babylon – 6:09
3. The Headless Game – 5:31
4. Land of the Miracle – 6:32
5. Wake up the King – 5:43
6. Falling Down – 4:35
7. Arrows Fly – 5:03
8. Holy Shadows – 4:30
9. Another Time – 4:07
10. The Unbeliever – 5:47
11. Theater of Salvation – 14:10
12. For A Trace Of Life (Japanese Bonus Track) – 4:13
13. Walk On Fighting (Live[Japanese Bonus Track]) – 5:40

## Formazione
- Tobias Sammet - voce, tastiera, cori
- Jens Ludwig - chitarra, cori
- Dirk Sauer - chitarra, cori
- Tobias 'Eggi' Exxel - basso
- Felix Bohnke - batteria

### Ospiti
- Frank Tischer - piano e tastiere addizionali
- Daniel Gallmarini - piano
- Markus Schmitt - cori
- Ralf Zdiarstek - cori
- Mark Laukel - cori
- Uwe Ruppel - cori
- Timo Ruppel - cori
- Norman Meiritz - cori